# Olivia Newton-John: Hollywood Nights
A Hollywood Nights Olivia Newton-John 1980. április 14-én bemutatott nagy sikerű, látványos tévéműsora, népszerű brit, ausztrál és amerikai énekesek, valamint Gene Kelly közreműködésével.

## A műsor készítéséről
A Grease 1978-as bemutatója után Olivia Newton-John feljutott pályája csúcsára. Sandy Grease-béli átváltozása után Olivia is úgy érezte, itt az idő, hogy túllépjen pályájára addig jellemző „lány a szomszédból” (girl next door) arculatán. Következő Totally Hot albumán egy érett nő mutatkozott be, az addigi, főként folk és country dalai után pop és soft-rock dalokkal. Ennek a változásnak a következő állomása az 1980-ban bemutatott Xanadu című film. Az áprilisra már jórészt elkészült film előzetes promóciójának része a Hollywood Nights, melyet közvetlenül az 52. Oscar-gála kezdése előtt mutatott be az USA-ban az ABC TV.
A műsorban számos vendégszereplő is fellépett. Olivia brit származására tekintettel Cliff Richard és Elton John is a meghívottak között volt. Ausztráliát, Olivia második hazáját Andy Gibb (Bee Gees együttes) képviselte. További vendégművészek voltak Tina Turner, Karen Carpenter a Carpenters együttesből, Toni Tennille a Captain and Tennille duóból, valamint Peaches R&B és disco énekesnő a Peaches & Herb duóból. A műsor különleges vendége Gene Kelly, a Xanadu film egyik főszereplője, a két műsorvezető Ted Knight komikus és Dick Clark sztárriporter volt. Gyártásvezetője Olivia akkori barátja és menedzsere, Lee Kramer, de a meghívott közönség sorában feltűnik ekkor már általa ismert új barátja, későbbi leendő férje, Matt Lattanzi is. A műsor zenei konzultánsa Olivia régi jóbarátja, zenei producere és sok dalának szerzője, John Farrar volt. A táncjelenetek koreográfiája Kenny Ortega munkája (Dirty Dancing – Piszkos tánc, High School Musical).
A műsor szabad ég alatt felvett koncertből, stúdióban felvett klipekből, valamint humoros jelenetekből lett összeállítva. A szabad ég alatt felvett koncertjeleneteket a Los Angelesi Century City negyedben, az egykori ABC Entertainment Center területén, este, közönség előtt forgatták. A pódium melletti két épület udvarra néző teraszain is közönség látható, a korlátra az alkalomra való tekintettel brit és ausztrál zászlókat függesztettek ki. A stúdióban forgatott jelenetek közül kiemelkedik a Gimme Some Lovin klip, mely megvalósítását és látványvilágát tekintve egyaránt messze megelőzi korát. Az egyes jeleneteket Dick Clark és Ted Knight műsorvezetők humorosan ál-tájékozatlan és egymással ál-rivalizáló beszélgetései kötik össze. a szakállas londoni riportert Wolfman Jack sztár disc-jockey és műsorvezető alakítja.
A műsor érdekes színfoltja, amikor ál-átkapcsolás formájában kapcsolják Olivia egykori szomszédait Londonban, ahol éppen hajnali négy óra van, majd a Melbournei kocsmát, ahol egykor hal és sültkrumpli fizetségért énekelt. A műsor zenei csúcspontja egy Olivia és Elton John duett, a Candle in the Wind, mely kizárólag itt hallható.
A műsor igen nagy siker lett, az IMDb olvasói értékelésén a 9.9 pontos, kiemelkedően magas értékelést érte el. Danny White vágó Emmy-díjat, a három hangmérnök Emmy-jelölést kapott. A műsor nem jelent meg semmilyen hivatalosan megvásárolható formában, Magyarországon nem adták televízióban. A YouTube oldalon egyes jelenetek megtekinthetők. Egy teljes változat, egy a tévéadásból felvett, reklámokat tartalmazó változat, valamint egy gyenge minőségű, a japán tévében adott megkurtított és átvágott változat internetes forrásokban időnként fellelhető.

## A műsor ismertetése
A műsor bevezető dala Bob Seger szerzeménye, a Hollywood Nights. A dalt Olivia énekli testhezálló rózsaszín ruhában, ezalatt az Oscar-gálához hasonlóan, limuzinokból szállnak ki a műsor sztárvendégei. A két műsorvezető humorosan ál-tájékozatlan és egymással ál-versengő stílusban beszélgetnének, ki is pontosan Olivia, mi a története, valamint Elton John testvére-e. A fiatalabb „tini-szakértő” műsorvezető próbálna válaszolni az idősebb fenti kérdéseire, de az nem hagyja szóhoz sem jutni. Az ezzel összeúsztatott következő jelenetben Olivia fehér miniruhában, a dob ritmusára, ünneplő tömeg között felvonul a felhőkarcolók tövében felépített pódiumra, majd három dalt énekel, ezek a Deeper Than Night, a Hopelessly Devoted to You és a Little More Love, majd bemutatkozik a közönségnek Hello Everybody, I'm Olivia.
Mindjárt ezután egy közkeletű tévedést javít ki, miszerint ő egy hamupipőke lenne Ausztráliából, amin persze csak nevetni lehet, mert ő valójában egy hamupipőke Angliából (Miss Goody-two-shoes from England). Elmondja, valójában Angliában született, Ausztráliában nevelkedett, de most Kaliforniában él. Ennek kapcsán bemutatja a műsor brit és ausztrál vendégeit, ezek Cliff Richard, Andy Gibb és Elton John.
A két műsorvezető az előzőekben felvetett kérdéseik tisztázására egy humoros ál-körkapcsolás keretén belül először Londont kapcsolja, a Jackson családot, Olivia egykori szomszédait a Hill Streeten. Ott azonban hajnali négy óra van, a kihalt utcán csak kutyák ugatnak és macskák nyávognak. A londoni riporter tévedésből a Jackson helyett a Johnson családhoz kopog be. A leginkább a Besenyő családra emlékeztető Johnsonék a hajnali órában a kertben ücsörögnek, a gyerekek a vastag, szürke füstöt eregető kerti grillnél akarnak melegedni. A háziasszony amúgy sem fogadja a kiküldött riportert túl szívélyesen, de amikor meghallja, hogy „mi a Jacksonékat keressük, nem ezeket az őrülteket”, kitör a botrány, veszekedés és kiabálás kezdődik. A műsorvezetők ezután átkapcsolnak a világ másik végébe, egy melbournei kocsmába, ahol Olivia egykoron hal és sültkrumpli fizetségért énekelt. Alfie pubja egy igazi zűrös hely. Egykori barátnője, Beatrix, a mai napig ott dolgozik felszolgálóként. A vendégek nagy örömére kissé kapatosan és szeszmarta hangon, kocsmadal stílusban énekel egy strófát a Let Me Be There dalból, tangóharmonika kísérettel (Beatrix szerepét Chantal Contouri alakítja).
Az élő koncerten ezalatt egy Olivia és Andy Gibb duett következik, az I Can Help it, majd négyen közösen éneklik el a lendületes és közismert Oh Boy! című Buddy Holly dalt. A műsorvezetők eközben még egyszer megkísérlik Londont és Melbourne-t kapcsolni. Noha a londoni riporter ezúttal jó címre csönget, az álmából felébresztett Jackson úr vadászpuskát fog rájuk, ismét kitör a botrány. Johnsonéknál a kertben kigyullad a grillsütő, Jackson úr lövöldözni kezd, kijön a rendőrség. A melbourne-i kocsmából a tulaj kidobja a riportert, majd a kapcsolás megszakad. Ted, az idősebb műsorvezető az események hatására hisztérikus nevetésben tör ki. Dick, a fiatalabb közli, neki ebből elege van, leteszi a mikrofont és hazamegy...
A műsorban a következő dal a Suddenly, egy Olivia és Cliff Richard duett a Xanadu filmből. A dal után ketten elbeszélgetnek közös emlékeikről (évekig közeli barátságban és művészi kapcsolatban álltak), majd egy rövid filmbejátszás erejéig feltűnik Olivia barátnője, egykori duó partnere, Pat Carroll is. Olivia következő vendége a Xanadu másik főszereplője, Gene Kelly, akivel a filmforgatás alatti élményeikről beszélgetnek. Olivia elmeséli, annyira izgatott volt a forgatás alatt, hogy mindent maga szeretett volna csinálni. Gene Kelly a csak itt hallható Make a Movie című énekes-táncos duettben elmagyarázza Oliviának a filmkészítés egyik fő szabályát, ne próbálj mindent magad elvégezni, bízd inkább hozzáértőkre.
A műsor leglátványosabb klipje következik, a Gimme Some Lovin. Az Olivia szokásos lágy stílusától távol álló dalban hallható, hogy rock stílusban is kiválóan tud énekelni. Az eredetileg a Spencer Davis Group által játszott dal Olivia Totally Hot című albumán is hallható.
A klip bevezetőjében a filmgyár jelmeztárában, régi híres nőalakok jelmezei között bolyong, majd a dal során beleképzeli magát híres női filmszerepekbe, ezek trójai Heléna, Lady Godiva, Irma (az Irma, te édesből), a Kék Angyal és Barbarella. A dal klipje látványvilágában és megvalósításában is messze megelőzi korát.
A műsor talán legemlékezetesebb száma következik, Olivia és Elton John csak itt hallható duettje, a Candle in the Wind, ezt követi Elton John egyedül, Little Jeanie dalával.
A következőben a műsor hölgyvendégei (Tina Turner, Toni Tennille, Peaches, Karen Carpenter) társaságában, előbb egy pizzériában, motorosok között, majd a színpadra vonulva az összes résztvevővel közösen énekli a Heartache Tonight című Eagles dalt. A műsort Olivia szokásos záródala az I Honestly Love You zárja, melynek végén köszönetet mond a műsor közreműködőinek, családjának, a barátoknak, majd elmondja, akik beülnek a filmekre, megnézik a tévéműsorokat és hallgatják a lemezeket, a közönség az, aki Hollywood igazi varázsát adja. A műsor vége után azonnal kezdődött az 52. Oscar-gála tévéközvetítése.

## Az ABC Entertainment Center, a koncert helyszíne
Az élő koncertjelenetek a Los Angeles-i Century City negyedben készültek, az ABC Entertainment Center szórakoztató központ területén. A két, háromszög alakú, hegyével egymásnak szembefordított ikertoronyház tövében álló szórakoztató központ két, közel egyforma épületből állt, az egyik a Shubert Theatre színház volt, a másik egy mozi. A két épület alatt kétszintes, üzletekből, éttermekből és szórakozóhelyekből álló bevásárlóközpont volt, közöttük két emelet mélyen egy három irányból zárt, átriumszerű udvar húzódott. A pódium az udvar hátsó részén állt, a közönség a két felsőbb szint előtti sétateraszokról integetett. Az egyik jelenetben látható pizzéria is itt volt, a pódiumtól nem messze, a legalsó szinten. Az egyes szinteket nyitott folyosók, liftek és mozgólépcsők kötötték össze, a koncert elején is látható, amint Olivia a liftből kiszállva lép a pódiumra. A centrum bejárata a két épületet összekötő nyitott, üveggel fedett portál volt, előtte nagyméretű medencével és szökőkúttal.
Olivia Newton-John Totally Hot című dalának klipje ugyanitt készült, másfél évvel korábban. Mivel a klipet nappal és teljesen forgalommentes időben forgatták, a terület jól belátható.
Az 1972-ben megnyílt plázát és szórakoztatócentrumot 2002 körül bezárták. Noha szóba került a modernizálása, végül a városvédők minden erőfeszítése ellenére 2004-ben lebontották. Mára acél és üveg irodaház áll a helyén, de az utcai front előtti szökőkút megmaradt. Egykori helyszíne megtekinthető a Google Earth 2003. decemberi légitérképén, amin a színpad is tisztán kivehető.

## Érdekességek
- A riporterek a londoni Hill Streeten keresik hajnali négykor Olivia egykori szomszédjait. Noha Olivia sosem lakott Hill Street nevű utcában Londonban, valóban egy Hill's Road nevű utcában töltötte első éveit, Cambridge-ben.
- Olivia a pályája legelején Melbourne-ben, valóban a sógora zenés pubjában lépett fel, valóban hal és sültkrumpli fizetségért.
- A műsor egyik készítője a Jackson Productions, emblémája egy ír szetter kutya. A kutya és állatrajongó Olivia legkedvesebb kutyája egy Jackson nevű ír szetter volt.
- Gene Kelly az előzetesen elkészített, de közvetlenül az Oscar-gála előtt leadott műsorban felvételről, majd rövid idővel később a gálán élőben is fellépett. A Make a Movie jelenet forgatása során énekelt és táncolt utoljára kamera előtt, ezután már csak prózai szerepeket vállalt.
- A műsor koncertrészét kora tavasszal, szabad ég alatt, késő éjszakába nyúlóan forgatták. A nyárias hangulat ellenére egyáltalán nem volt meleg, az egyik dalnál Elton John lehelete is látszik a 10 fok körüli hűvösben.
- A „Miss Goody-two-shoes” kifejezést a csöndes, szerény, csupa jó tulajdonsággal megáldott, nagyon tiszta életvitelt folytató nőkre használják az angol nyelvterületen.

## Dalok
- Hollywood Nights (Bob Seger) - Olivia Newton-John
- Deeper Than The Night (Tom Snow és Johnny Vastano) - Olivia Newton-John
- Hopelessly Devoted to You (John Farrar) - Olivia Newton-John
- I Can't Help It (Barry Gibb) - Olivia Newton-John és Andy Gibb
- Oh Boy! (Norman Petty, Bill Tilghman, Del 'Sonny' West) - Olivia Newton-John, Cliff Richard, Elton John, Andy Gibb
- Suddenly (John Farrar) - Olivia Newton-John és Cliff Richard
- Makin' Movies - Olivia Newton-John and Gene Kelly
- Gimme Some Lovin' (Spencer Davis, Muff Winwood, Steve Winwood) - Olivia Newton-John
- Candle In The Wind (Elton John és Bernie Taupin) - Olivia Newton-John és Elton John
- Little Jeanie - Elton John
- Heartache Tonight (Glenn Frey, Don Henley, Bob Seger, J.D. Souther) -Olivia Newton-John, Tina Turner, Peaches, Toni Tennille, Karen Carpenter, Cliff Richard, Elton John és Andy Gibb
- I Honestly Love You (Peter Allen és Jeff Barry) - Olivia Newton-John

## Szereplők
- Olivia Newton-John
- Cliff Richard
- Elton John
- Andy Gibb(wd)
- Gene Kelly
- Tina Turner
- Toni Tennille(wd) (a Captain & Tennille duóból)
- Karen Carpenter (a Carpenters duóból)
- Peaches (a Peaches & Herb(wd) duóból)
- Ted Knight(wd) (idősebb műsorvezető)
- Dick Clark (televíziós műsorvezető) (fiatalabb műsorvezető)
- Wolfman Jack(wd) (szakállas londoni riporter)
- Chantal Contouri (Olivia pincérnő barátnője)